# ГЕС Піт 6
ГЕС Піт 6 — гідроелектростанція у штаті Каліфорнія (Сполучені Штати Америки). Знаходячись між ГЕС Піт 5 (вище по течії) та ГЕС Піт 7, входить до складу каскаду на річці Піт, яка перетинає південну частину Каскадних гір та впадає ліворуч до Сакраменто (закінчується в затоці Сан-Франциско).
У межах проєкту річку перекрили бетонною гравітаційною греблею висотою 56 метрів та довжиною 171 метр, яка утримує водосховище з площею поверхні 1,1 км2 та об'ємом 19,3 млн м3.
Через два водоводи діаметром 5,5 метра та довжиною по 0,2 км ресурс подається у пригреблевий машинний зал, де встановили дві турбіни типу Френсіс загальною потужністю 80 МВт. Вони використовують перепад напір 47 метрів та забезпечують виробництво 374 млн кВт·год електроенергії на рік.
Видача продукції відбувається по ЛЕП, розрахованій на роботу під напругою 230 кВ.
Можливо також відзначити, що вище від греблі станції Піт 6 до Піт надходить ресурс, дериваваний із річки McCloud через ГЕС James B Black.